# 백양산 (부산)
백양산(白楊山, 641.3 m)은 부산광역시의 부산진구, 사상구, 북구에 걸쳐있는 산이며 낙동정맥이 지난다. 부산국제고등학교와 한국과학영재학교 등이 위치해있다. 황령산 접경 지역에 있다.

## 같이 보기
- 낙동정맥
- 부산광역시의 지질
- 선암사 (부산)
- 황령산